# Антоній та Клеопатра (п'єса)
"Анто́ній та Клеопа́тра" (англ. Antony and Cleopatra) — трагедія англійського письменника Вільяма Шекспіра з сюжетом, заснованим на перекладі Плутархівського життєпису Марка Антонія, виконаного Томасом Нортом з французького перекладу Аміо. Дія п'єси відбувається в I столітті до н.е. (від початку Парф'янської війни до самогубства Клеопатри). Написано або в 1607, або в 1603—1604 рр. Опубліковано вперше в фоліо 1623.

## Сюжет

### Дія 1
Захоплений Клеопатрою, Марк Антоній забув про дружину та внутрішні справи Риму. Гонець приносить звістку про його дружину, яка здійняла повстання проти Цезара й, отримавши поразку, померла. Октавій Цезар закликає Антонія повернутися з Александрії до Риму й допомогти в боротьбі проти Помпея, а також морських піратів Менаса та Менекрата. Антоній полишає Александрію.

### Дія 2
Боротьбі проти Помпея заважає конфлікт між Антонієм та Цезарем. Аби закріпити їх союз, Аґріппа пропонує Антонію одружитися з Октавією, сестрою Цезара. Лишившись сам на сам з Аґріппою, Енобарб визнає, що Октавія не може суперничати з Клеопатрою, говорячи, що 

«…Роки,
її не старять, і не в силі звичка
Всю  вичерпать її різноманітність.
Втоливши  пристрасть, інші набридають,
Вона ж жагу все більшу будить. Вабить
В ній навіть непотребство…» (тут й далі — переклад Бориса Тена)

Провісник попереджає Антонія, що до Цезара доля є більш схильною, аніж до Антонія, й у їхній ворожнечі переможе Цезар.
В Єгипті, Клеопатра хвалиться своєю перемогою над Антонієм, але отримує звістку про весілля Антонія та Октавії.
Помпей веде перемовини з тріумвірами про перемир'я. Йому пропонують Сицилію та Сардинію в обмін на мир на морі. Помпей приймає умови. Під час вакхічної оргії Менас пропонує Помпею вбити тріумвірів та статия правителем Риму самому. Помпей відмовляється.

### Дія 3
Клеопатрі описують зовнішність Октавії (вона є ідеалом жіночої краси єлизаветинського часу): 

«…Стиха мовить.<...>
Та ледь повзе вона: стоїть чи йде -
Однаково, життя у ній немає,
Не жінка - статуя…»

 Клеопатра заспокоюється — Антоній скоро до неї повернеться.
Цезар порушує перемир'я з Помпеєм, що викликає гнів Антонія. Він повертається до Александрії й коронує Клеопатру, як правительку Єгипту та східної третини Римської імперії. Октавій Цезар ув'язнює Лепіда та бере в облогу Александрію. Антоній приймає виклик.

### Дія 4
Відбувається битва. Антоній завдає потужного удару по військах супротивника, попереду битва на морі, але єгипетський флот без бою здається Цезарові. Антоній звинувачує в зраді Клеопатру й погрожує їй смертю. Клеопатра закривається в гробівці й наказує передати Антонію звістку про її смерть. Дізнавшися про "смерть" цариці, зганьблений Антоній просить свого наближеного Ероса вбити його. Ерос не здатен на таке вбивство, замість цього він вбиває себе. Захоплений мужністю Ероса, Антоній наносить собі смертельне поранення. Перед смертю Антоній дізнається, що Клеопатра жива, й помирає зі словами кохання: 

«…Вмираю, єгиптянко, я вмираю.
Лише на мить хотів би смерть затримать,
Щоб на уста до тисяч поцілунків
Тобі останній ще покласти…»

### Дія 5
Октавій Цезар переконує Клеопатру здатися. Клеопатра відмовляється, передбачаючи, що це принесе ще більшої ганьби (й тут Шекспір нас відсилає до сучасного йому театру, з його "історичними хроніками" та акторами-хлопчиками в жіночих ролях): 

«…ліктори нахабні
Нас лапатимуть, як повій, нездарно
Ославлять нас плюгаві віршомази;
Комедіанти спритні враз покажуть
Бенкет александрійський і на нім
Антонія зобразять напідпитку.
І я дивитимусь, як Клеопатру
Хлопчак писклявий, глумлячись, оберне
В  якусь-то хвойду…»

 Заарештована римлянами, Клеопатра вирішує покінчити з собою. Спокійна, в очікуванні майбутньої зустрічі з Антонієм, вона помирає від укусу гадюки.
Цезар стає єдиновласним правителем Риму й наказує з військовими почестями поховати Антонія та Клеопатру в одній могилі.

## Дійові особи
- Марк Антоній, Октавій Цезар, Марк Емілій Лепід - тріумвіри.
- Секст Помпей, Доміцій Енобарб, Вентідій, Ерос, Скар, Деркет, Деметріп, Філон - прибічники Антонія.
- Меценат, Агріппа, Долабелла, Прокулеп, Тірей, Галл - прибічники Цезаря.
- Менас, Менекрат, Варрій - прибічники Помпея.
- Тавр - полководець Цезаря.
- Какідій - полководець Антонія.
- Сілій - воєначальник у війську Вентідія.
- Євфроній - посол Антонія до Цезаря.
- Алексас, Мардіан, Діомед - служники Клеопатри.
- Селевк - скарбник Клеопатри.
- Провісник.
- Селянин (або Блазень).
- Клеопатра - цариця Єгипту.
- Октавія - сестра Цезаря і дружина Антонія.
- Харміана, Ірада - служниці Клеопатри.
- Воєначальники, легіонери, гінці, слуги та придворні.

Місце дії - в різних частинах Римської імперії.

## Екранізації
- "Антоній та Клеопатра" (1908), німий, США, режисери Джеймс Стюарт Блектон та Чарльз Кент
- "Клеопатра" (1910), німий, Франція, режисери Анрі Андреані та Фердинан Зекка
- "Марк-Антоніо та Клеопатра" (1913), німий, Італія, режисер Енріко Ґуаццоні
- "Антоній та Клеопатра" (1924), німий, США, режисер Брайн Фой
- "Антоній та Клеопатра" (1957), Велика Британія, режисер - Майкл Редґрейв
- "Антоній та Клеопатра" (1963), телефільм, ФРН, режисер Райнер Вольфгардт
- "Антоній та Клеопатра" (1972), США-Іспанія-Швейцарія-Велика Британія, режисер Чарльтон Хестон
- "Антоній та Клеопатра" (1974), Велика Британія, режисер Джон Скоффілд, постановка Королівського Шеспірівського театру
- "Антоній та Клеопатра", (1977), СРСР: фільм-балет Ленінградської студії телебачення,  балетмейстер - Чернишов Ігор Олександрович, музика - Лазарєв Едуард Леонідович; Клеопатра — Алла Осипенко, Антоній — Марковський Джон Іванович
- "Антоній та Клеопатра" (1981), США, режисер Джонатан Міллер
- "Антоній та Клеопатра" (1983), США, режисер Лоуренс Карра

## Вистави
Свідчень про найперші постановки нема.
Перша відома постановка — 20 травня 1608, «Ентертейнмент стейшонерс холл» (Лондон).
У XVIII-XIX ст.ст. ставилася в лондонських театрах («Друрі-Лейн», 1890; «Олімпік», 1897 тощо) переважно в різноманітних обробках, — в тому числі в переробці Джона Драйдена під назвою «Все для кохання».
Роль Клеопатри виконувала Елеонора Дузе під час свого світового турне.

### Велика Британія, XX століття
- 1931 — Олд Вік, Лондон; Антоній — Джон Ґілґуд, Енобарб — Ральф Річардсон.
- 1953 — Меморіальний Шекспірівський театр, Стратфорд-на-Ейвоні; Антоній — Майкл Редґрейв, Цезар — Маріус Ґорінґ, Клеопатра — Пеґґі Ешкрофт.
- 1957 — Олд Вік, Лондон — Режисер - Роберт Хелпманн; Антоній — Мічелл, Клеопатра — Маргарет Уайтинг.